# Liselotte Zemmer-Plank
Liselotte Zemmer-Plank (* 23. November 1931 in Wilten; † 19. Mai 2015 in Innsbruck) war eine österreichische Prähistorikerin.

## Leben
Sie studierte Ur- und Frühgeschichte und Klassische Archäologie an der Universität Innsbruck. Während des Studiums betreute sie ab 1956 als technische Assistentin die Vor- und Frühgeschichtlichen und Provinzialrömischen Sammlungen im Ferdinandeum. 1963 erfolgte die Promotion, ihre Dissertation handelt von frühmittelalterlichen Bodenfunden Nordtirols. Von 1964 bis 1996 war sie Kustos am Tiroler Landesmuseum. Durch aktive Feldforschungen (Ausgrabungen und Fundbergungen) baute Zemmer-Plank die Sammlungen aus.
Nach der Habilitation 1982 im Fach Ur- und Frühgeschichte wurde sie 1994 zur titular-außerordentlichen Professorin der Universität Innsbruck ernannt.

## Forschungsschwerpunkte
Ihre Forschungsschwerpunkte waren Ur- und Frühgeschichte des Alpenraumes und provinzialrömische Geschichte Tirols. Sie widmete sich u. a. den Nekropolen der späten Bronzezeit und der Sicherung der Kulturgüter sowie den Transitrouten über den Brenner und Kulturbeziehungen zu Nachbarregionen Tirols. Außerdem forschte sie als gebürtige Wiltenerin zur Besiedelungsgeschichte des antiken Wilten (Veldidena). Sie führte zahlreiche Ausgrabungen und Rettungsgrabungen (u. a. in Wörgl, Gschleirsbühel in Mühlbachl bei Matrei am Brenner, Ellbögen, Sistrans, Sonnenburger Hügel bei Natters, Innsbruck – Hötting, Wilten, Schlosspark Ambras) durch.

## Auszeichnungen
- 1996 Ehrenzeichen des Landes Tirol
- 1998 Ehrenmitgliedschaft des Vereins Tiroler Landesmuseum Ferdinandeum[1]